# Nicolas Rolin
Nicolas Rolin o Rollin, nacido hacia 1376 en Autun y muerto el 18 de enero de 1462, fue una importante figura política en el Estado constituido por los duques de Borgoña de la Casa de Valois (1361-1482), habiendo ocupado el cargo de canciller del duque Felipe III de Borgoña de 1422 a 1462.
Es particularmente conocido por haber fundado, con su esposa Guigone de Salins, el Hôtel-Dieu de Beaune.
Fue señor de Authumes, Aymeries, Raismes (1406-1457), Rugny y 20 vizconde de Châlons (1444-1462).

## Biografía

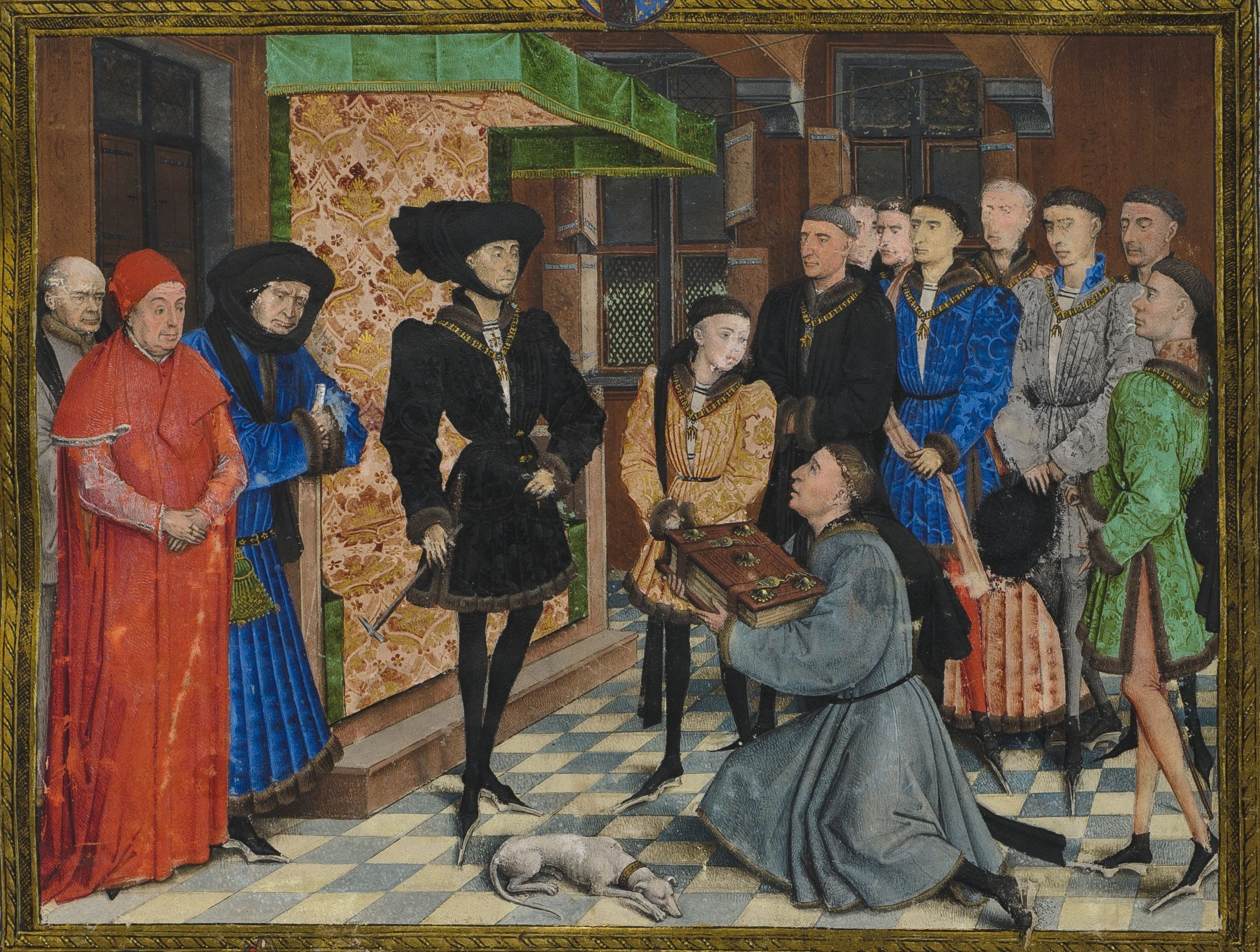
Miniatura de Rogier van der Weyden, 1447-8. Felipe de Borgoña y cortesanos, con Rolin a su derecha. Jean Wauquelin presentando sus 'Chroniques de Hainaut'. Frontispicio en miniatura de las Crónicas de Hainaut. (Biblioteca Real de Bélgica, Bruselas, Manuscritos, MS.KBR.9242.

Nació bajo el reinado de Felipe II de Borgoña (Felipe el Atrevido) hijo del rey de Francia Juan II de Francia, quien lo nombró duque de Borgoña en 1363. En 1404, Juan I de Borgoña (1371-1419) sucedió a Felipe, a quien sucedió  Felipe III de Borgoña (1396-1467), padre de Carlos el Temerario. Felipe II de Borgoña, y luego Juan I de Borgoña, desempeñaron un papel destacado en el gobierno del reino de Francia bajo Carlos VI. Felipe II de Borgoña, tras el asesinato de su padre, se involucró en la Guerra de los Cien Años al ser aliado de los ingleses desde 1419 hasta 1435 contra el Delfín Carlos, quien se convirtió en Carlos VII en 1422. 

### Orígenes familiares
Nacido en una familia burguesa de Autun, Nicolas era hijo de Jean III Rolin (?–1391), señor de La Motte-Beauchamp, marido desde 1372 de Aimée Jugnot (?-alrededor de 1400), hija de Henri Jugnot y Yolande Chandelier.
Un antepasado se había casado con una rica heredera: Guillemette d'Arnay, que trajo la casa fortificada de Gamay, cerca de Beaune, al patrimonio de la familia Rolin.
Tuvo un hermano, Jean IV Rolin.

### Matrimonios y descendencia
Habiendo enviudado, su madre, Aimée, se casó en segundas nupcias con Perrenet le Mairet, ciudadano de Beaune. Perrenet tenía dos hijas de su primer matrimonio, que se habrían de casar con los hermanos Rolin: Jeannette Le Mairet se casó con Jean IV y Marie Le Mairet se casó con Nicolas hacia 1398. Jeannette murió antes de 1405, sin haber tenido hijos.
En 1407, Nicolas se casó en segundas nupcias con María de las Landas, matrimonio que favoreció su entrada en la burguesía de París. De este matrimonio nacieron cuatro hijos, el primero de los cuales en 1408: Jean V Rolin. El año siguiente vio el nacimiento de Philippotte. En agosto de 1411 nació Guillaume, y en 1413 Nicolas (c. 1413–c. 1450).
Viudo por segunda vez, se casó por tercera vez el 20 de diciembre de 1421 con Guigone de Salins. Descendiente de la nobleza de Comtois, Guigone nació en Beaune en 1403 y sirvió como dama de honor de la duquesa de Borgoña. De este matrimonio nacieron tres hijos: Louise, Claudina, y Antoine. Guigone murió en Beaune el 24 de diciembre de 1470.
De un romance con Alix de Damas-Couzan, tuvo a Antoine y Marguerite; de otro romance con una dama Loyse nacieron Girard, legitimado en 1440 por el duque Felipe el Bueno, y Louis, conocido como el Bastardo de Aymeries, legitimado en noviembre de 1449 por el rey Carlos VII; de la Dame Marguerite tuvo un hijo: Antoine; finalmente según Jules Chifflet, otro hijo, de una desconocida: René, que le dará el ramal de Aymeries.

### Carrera
En 1408, fue abogado de Juan I de Borgoña en el Parlamento de París.

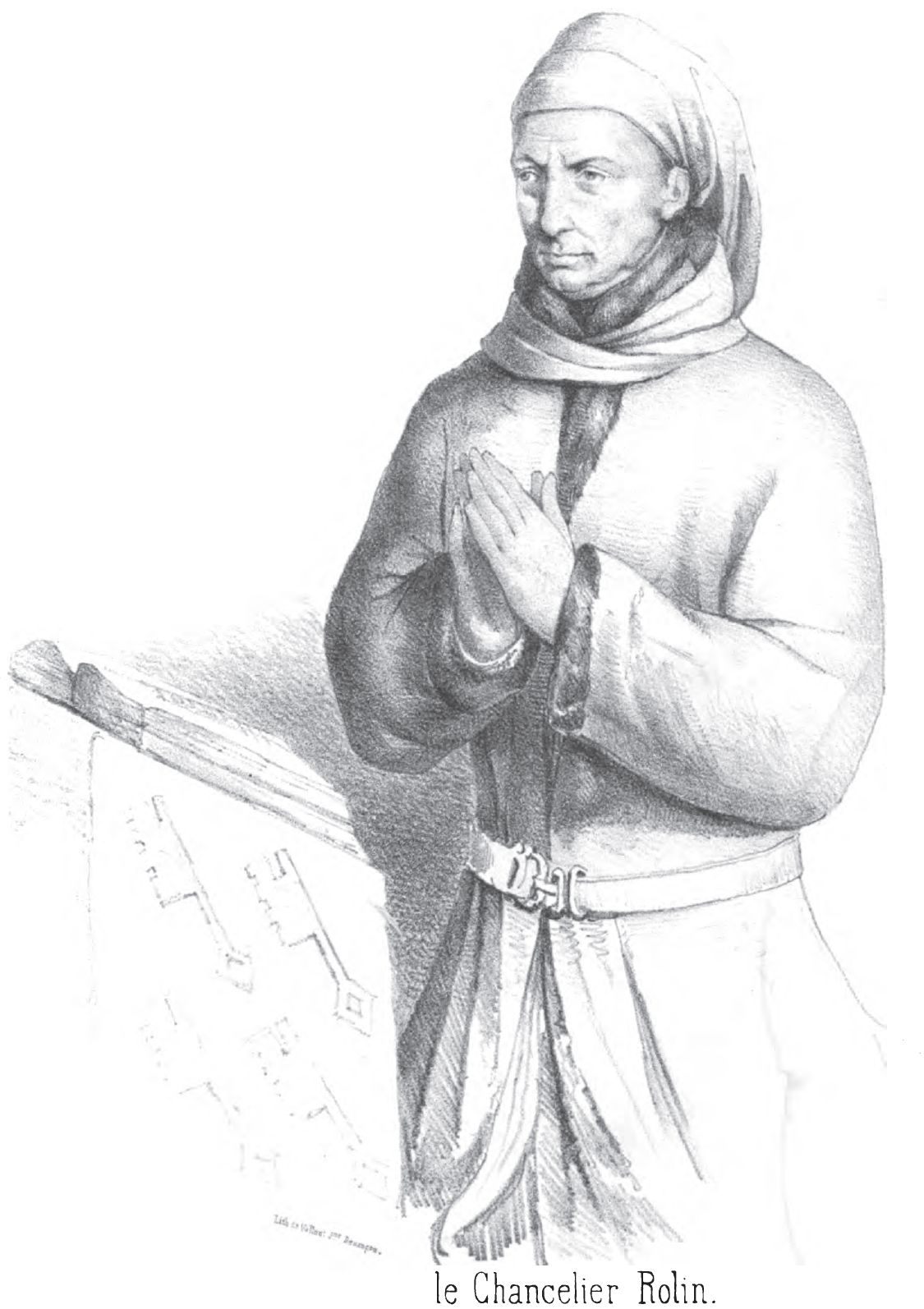
Grabado realizado a principios del.

En 1419, Felipe III de Borgoña se convirtió en duque tras el asesinato de su padre en Montereau por armagnacs del Delfín Carlos.
Las posesiones en Borgoña y Charolais de Gui V de Damas-Couzan que se unió al Delfín, fueron confiscadas en beneficio de Nicolas Rolin.
En 1422, Nicolas Rolin fue nombrado canciller por Felipe III, quien también lo nombró caballero al año siguiente. Sucedió al obispo de Tournai, Jean de Thoisy (1350-1433).

### Posesiones
Adquirió el señorío de Authumes y en 1423 los señoríos de Chasseu, por compra a Jeanne de Longwy y Monetoy Epinac, adquirido a Pierre de B(e)auffremont.
Luego adquirió los señoríos de Aymeries y Raismes (entre 1406 y 1457), tierras pertenecientes a Renato I de Nápoles en Hainaut. Era muy cercano a Juan I de Borgoña, quien fue padrino de su primer hijo.
Alrededor de 1430, el canciller Rolin adquirió la tierra de Savoisy de manos de Pierre de Bauffremont. Fue el alma y uno de los pilares del Tratado de Arras (1435), que marcó la reconciliación entre el rey de Francia Carlos VII y el duque de Borgoña Felipe III de Borgoña. Este tratado estipulaba que todos los bienes confiscados debían ser devueltos a sus legítimos dueños, pero como excepción a favor de Nicolas Rolin, negociador del tratado, se acordó oralmente que éste se quedaría con los que le fueran entregados. Eustache de Lévis llevó el caso a los tribunales, pero Rolin logró presentar documentos emitidos en el consejo y luego cerró cartas que ordenaban a las autoridades que defendieran su caso. Eustache de Lévis, esposo de Alix de Damas-Couzan, solo recuperó su señorío de Bragny al aceptar la oferta de Nicolas Rolin, a saber, casar a su hijo Guillaume Rolin con Marie de Lévis, la hija de Eustache. Matrimonio que tuvo lugar el 9 de mayo de 1442.
En 1444, adquirió el señorío vitalicio de Lens - Herchies sur Corneille de Grave, y entre esta fecha y 1462, volvió a adquirir las tierras de Rugny. Se convirtió en Vizconde de Châlons, Gran Cazador hereditario del condado de Henao.

### Muerte y entierro
Murió en 1462, a los 85 años y al parecer fue enterrado en la iglesia de Notre-Dame-du-Châtel de Autun, desaparecida durante la Revolución.
Su tumba fue redescubierta en noviembre de 2020 durante un diagnóstico de excavación preventiva realizado por el servicio arqueológico de la ciudad de Autun en colaboración con el INRAP con miras a ampliar el museo Rolin, que se encuentra en el lugar de su casa natal.

## El mecenazgo

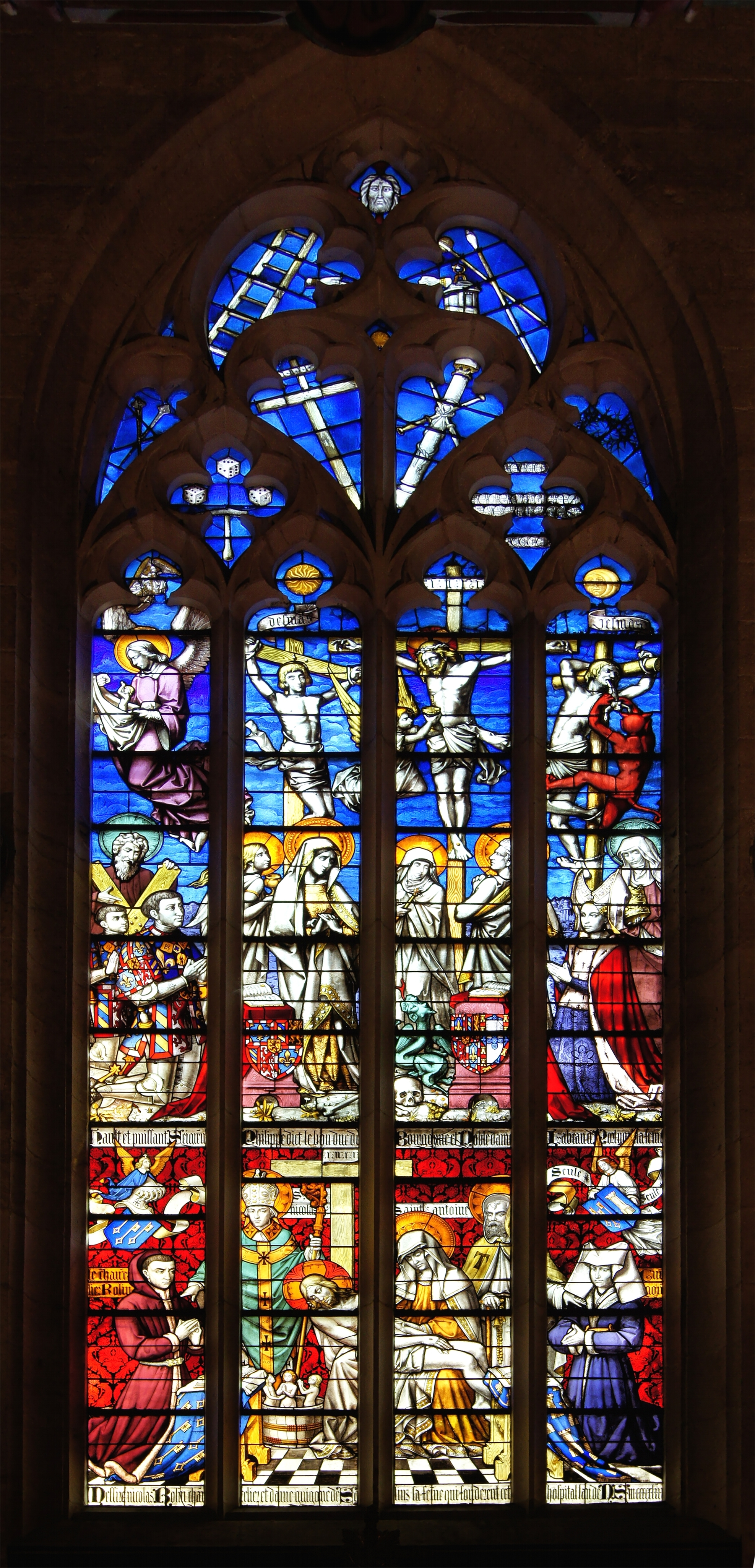
Nicolas Rolin, abajo a la izquierda de la vidriera, capilla Hospices de Beaune.

Fue el fundador, con su mujer Guigone de Salins, del Hôtel-Dieu de Beaune, en 1443. En 1452 creó una nueva orden religiosa: Las Hermanas Hospitalarias de Beaune. Fue él quien encargó para el hospicio el políptico del juicio final al pintor flamenco Rogier van der Weyden, también ordenó un retrato donde se le mostraba rezando: La Virgen del canciller Rolin de Jan van Eyck. Fundó la capilla del convento de Célestins en Aviñón con su hijo, que tuvo un romance con una de las monjas y le dio un hijo, Jean VI Rollin. En la colegiata de Autun, erigió Notre-Dame du Châtel con un capítulo de once canónigos.
- Extracto del texto fundacional de los Hospices de Beaune de Nicolas Rolin

Yo, Nicolás Rolin, caballero, ciudadano de Autun, señor de Authume y canciller de Borgoña, en este domingo 4 de agosto del año del Señor de 1443... en interés de mi salvación, deseoso de cambiar bienes temporales por bienes celestiales... Encontré y doté irrevocablemente en la ciudad de Beaune, un hospital para los pobres enfermos, con una capilla, en honor de Dios y de su gloriosa madre...

## Posesiones
La división de la propiedad de Nicolas Rolin entre sus cuatro herederos, a saber: su viuda Guigone y sus tres hijos, fue objeto de un acuerdo el 27 de abril de 1462, dando cuenta de 22 castillos y 5 casas fortificadas en Borgoña, así como numerosos señoríos. Contando las residencias en propiedad y luego vendidas, se llega a unas sesenta fortalezas, treinta de las cuales se encuentran en Borgoña.
Lista no exhaustiva de posesiones mantenidas a su nombre o en feudo de Nicolas Rolin:
- Aignay-le-Duc, hoy quedan solo montículos de tierra.
- Alligny-en-Morvan, casa fortificada.
- Château d' Authume (Jura) (comprado el 3 de marzo de 1423), ruinas (Rolin parece haber sido dueño de Authume y Authumes).
- Autun, casa de su padre junto a la puerta fortificada, actual museo Rolin, hotel urbano fortificado.
- Aymeries, hoy quedan solo montículos de tierra.
- Fortaleza de Bagneux-la-Fosse (Aube).
- Tour Bajole, en Couches, (Saône-et-Loire), la mitad del señorío, adquirido por su padre en 1378, fue separada.
- Castillo de Beauchamp, señorío y fortaleza construido o reconstruido por el Canciller, y que será heredado de su hijo Guillaume Rollin.
- Beaune, hotel urbano fortificado.
- Fortaleza de Brion.
- Châtillon-sur-Seine (Côte-d'Or), casa fortificada.
- Castillo de Chazeu (alrededor de 1423), en Laizy, así como una casa fortificada.[5]
- Gergy, fortaleza o casa fortificada, señor en 1438.
- Fortalezas de Cheilly en Cheilly-lès-Maranges compradas por su abuela en 1372 a Guillaume de Sampigny.
- Cissey, señorío en parte secular con casa fortificada al canciller en 1450.
- Courcelles (Côte-d'Or), construyó allí una casa fortificada hacia 1458.
- Cussy-le-Châtel, señorío con castillo en ruinas.
- Dijon, hotel de ciudad fortificada.
- Castillo de Épinac, antiguamente. «Château de Monestoy»., de Roland Niaux.
- Fontaine-lès-Dijon, fortaleza.
- Casa fortificada de Gamay en Saint-Aubin.
- Island, fortaleza.
- Torre de la Cancillería (Torre del Trigo o Verdun) en Chalon-sur-Saône (destruida).
- La Forêt, casa fortificada en ruinas en este pueblo, en el municipio de Saisy, conocida por el primer texto de 1284.
- Baluarte de La Garganta.
- Señorío de Lens - Herchies, comprado como renta vitalicia a Corneille de Gavre.
- Fortaleza de Lessard, en la ciudad de Lessard-le-National.
- Lys, casa fortificada.
- Castillo de Marnay, señorío y fortaleza construida o reconstruida por Nicolas Rolin en el municipio de Saint-Symphorien-de-Marmagne.
- Castillo de Oricourt (Alto Saona) 1435.
- Casa fortificada Les Panneaux.
- Perrigny-les-Dijon.
- Présilly (Jura), Castillo de Présilly.
- Les Riceys (Aube), fortaleza de Ricey-le-Bas con el señorío.
- Casa fortificada de La Roche-au-Bazot, casa fortificada, hoy un montículo feudal.
- Saint-Brisson, fortaleza.
- Saint-Léger-du-Bois, señorío y casa fortificada en ruinas.
- Castillo de Sassenay en Sassenay, fortaleza.
- Sautrone o Sauturne, casa fortificada en Saint-Gervais-sur-Couches, fortaleza simple con plataformas cuadrangulares, fortificada en el XV XV siglo (ruinas).[6]
- Castillo de Savoisy, en Savoisy (Côte-d'Or).
- Sivry, fortaleza sencilla en el finage de Saisy, con plataformas rectangulares, fortificada en el XV XV siglo, en el que se introdujeron los edificios modernos.
- Thury, señorío y casa fortificada en ruinas.
- Castillo de Virieu, en Virieu-le-Grand (1442).

Dote de Guigone de Salins
- Castillo de Ougney (Jura).
- Château de Salins (hotel urbano fortificado)
- Castillo de Presilly
- Château de Villeneuve, señorío con castillo en ruinas
- Las fortalezas de Toulouse, señorío con castillo en ruinas, Vernantois y Bornay
- Beauregard, señorío con castillo en ruinas * Pellapucin, señorío con castillo en ruinas en el municipio de Beffia[7]
- Pimorin, señorío con castillo en ruinas
- Flacey-en-Bresse
- La Roche-sur-l'Ognon
- Dole, hotel de ciudad fortificada

Legados colaterales
- Castillo de Nancuise, (Franche-Comté) - castillo de Marigna-sur-Valouse - castillo de Savigna

Producto de la confiscación
- Gyé-sur-Seine, fortaleza confiscada a Carlos I de Rohan-Guéméné.
- Bragny-sur-Saône, casa fortificada señorial de 1419, confiscada a Gui de Damas de Cousan, que se había puesto del lado de Carlos VI, después del asesinato de Juan I de Borgoña, así como sus otras posesiones en Borgoña y Charolais: Castillo de Perriere ; castillo de lugny; castillo du Plessis en Blanzy, en beneficio de Nicolas Rolin, así como el castillo de Commune en Martigny-le-Comte que perteneció a Claude de Damas. Castillo y señorío-castillo de Martigny-le-Comte y señorío de Villers, confiscados a los hermanos Jean y Jacques de Chazeron (de Châtelguyon, hijo de Oudard/Edouard y Marguerite de Vollore?).
- Fortaleza de Nanc-lès-Saint-Amour, confiscada a Antoine de Laye de St.-Léger.

## Iconografía

#### Pinturas

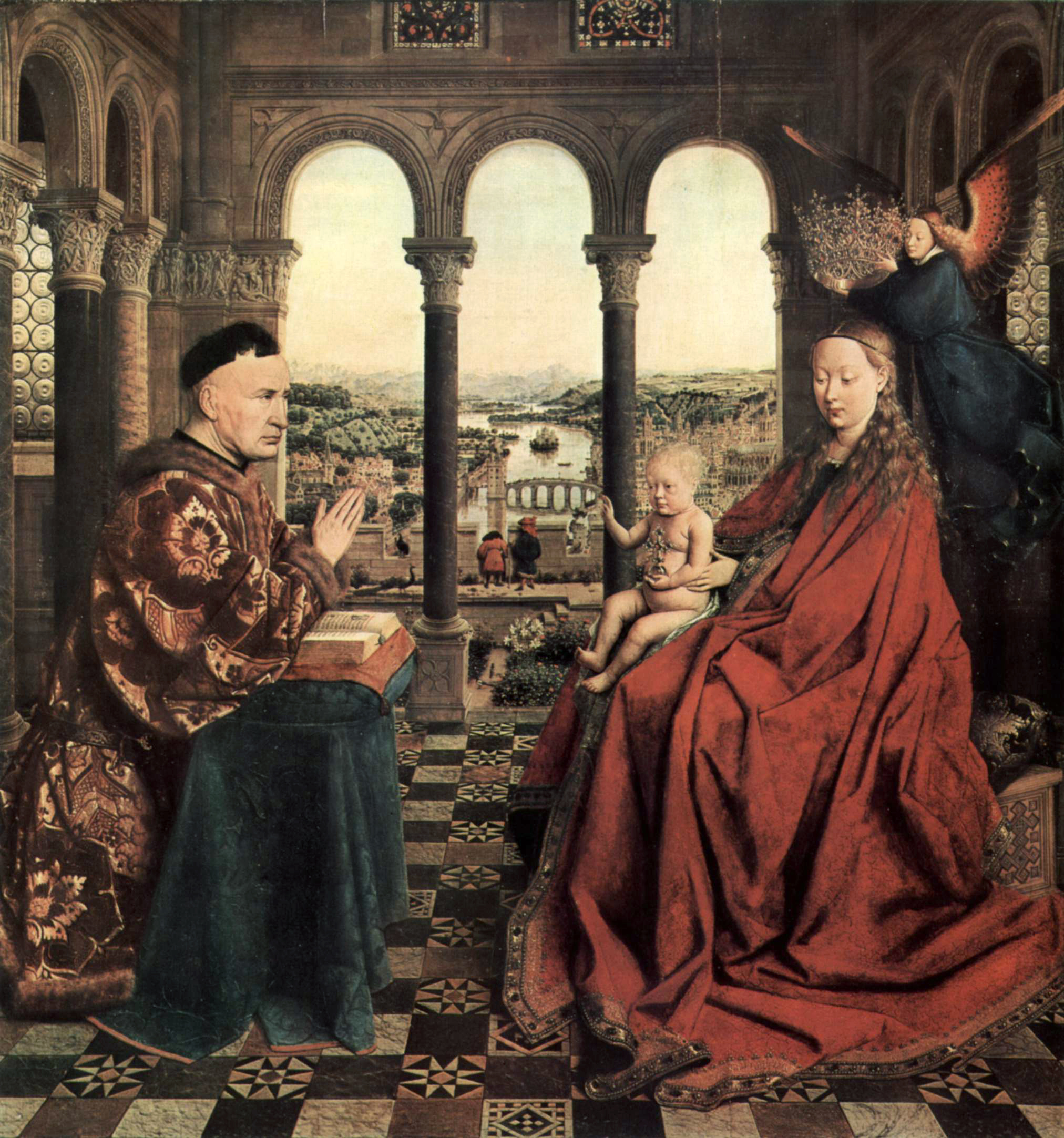
La Virgen del canciller Rolin de Jan van Eyck, hacia 1435, para la iglesia de Notre-Dame en Autun. Óleo sobre tabla,. 66cm x 62cm. Museo del Louvre, París

- Rogier van der Weyden, Políptico del juicio final
- Jan van Eyck, La Virgen del canciller Rolin
- Rogier van der Weyden, retrato de Nicolas Rolin
- Rogier van der Weyden, Chroniques de Hainaut, miniatura

#### Grabados
- Eugène Nesle (1822–1871), litografía, retrato de Nicolas Rolin según Jan van Eyck.

#### Esculturas
- Henri Bouchard (1875–1960), Nicolas Rolin, estatuilla de bronce (HB 84.276), 1925, Museo de Bellas Artes de Dijon (H 72 Inv. 48-54) ; bronce en el Museo Nacional de Bellas Artes de Argel, 1917, H 72, Inv. 730, yeso, dimensiones 75 × 25 × 17   firmado en terraza a la derecha, museo Bouchard adquirido en 1984 (HB 84.276).
- Henri Bouchard, Guigone de Salins, 1912, bronce idéntico en el Museo de Bellas Artes de Dijon, Inv. 48-34, yeso Hospices de Beaune ; sol. : Alto: 75 cm  x Ancho: 32 cm  x Fondo: 30, Inv. Museo Bouchard (HB 84.237).
- Henri Bouchard, medallón de Nicolas Rolin y Guigone de Salins (anverso), 1919, impreso en 1972, original en yeso (HB 84211), medalla de bronce (D5 HB 84533), medalla de plomo (D5.1. HB 841005), vaciado en yeso (HB84.217–HB 85.012), vaciado póstumo (HB 84.622–HB 86.0009–HB 86.010), museo Bouchard, pruebas en el museo de Orsay y en el museo de Bellas Artes de Beaune, dom. : diámetro : 32, firmado abajo a la izquierda.
- Henri Bouchard, Nicolas Rolin y Guigone de Salins, estatuas, Corte de los Fundadores, Hospices de Beaune, ejecución 1911–1914, colocación : 1921 y 1923, piedra tallada, dim. : H: 250 cm  XL: 111 cm  XP: 81,5 cm , nombre de los personajes en la base y firma del artista más máscara escultura de Nicolas Rolin, 1912, museo Bouchard (n.º inv. HB 84309), yeso Salón 1912 (HB 84.015), dim. : Alto: 34 x 23 x Fondo: 20 cm.

#### Filatelia
- 1943 : se emite un sello de 4 francs.[8] Representa a Nicolas Rolin y Guignone de Salins del cuadro de Roger de la Pasture y del porche del Hôtel-Dieu. Se benefició de una venta anticipada en21 de juillet de 1943 en Beaune. lleva el n YT 583.[9] El dibujo y el grabado son del pintor Henry Cheffer (1880121957), sus dimensiones son : 36 × 21,45  , tiene 13 dientes y está impreso en huecograbado rotatorio. Retirado de la venta el23 de octubre de 1943

#### Objetos personales
- Biblia de Nicolas Rolin, conservada en el Museo Municipal de Autun (Ms 275 f. 3v, depósito del Palacio Episcopal)

## Galería
| El políptico abierto y cerrado |
|                                |